# Anthony Hawles
Anthony Hawles DD (1609 – 16 de janeiro de 1664) foi um cónego de Windsor de 1660 a 1664 e arquidiácono de Salisbury.

## Carreira
Ele nasceu em Winterborne Monkton e foi educado no Queen's College, Oxford, onde se formou BA em 1627, MA em 1630 e DD em 1660.
Ele foi nomeado:
- Capelão do rei Carlos II no seu exílio
- Arquidiácono de Salisbury 1658–1664
- Prebendário de Bitton em Salisbury 1660–1664
- Reitor de Great Knoyle, Wilshire 1660
- Reitor e Vigário de Bishopston, Wiltshire 1662

Ele foi nomeado para a oitava bancada na Capela de São Jorge, Castelo de Windsor em 1660 e manteve a canonaria até 1664.